# Мортиза (Виченца)
Мортиза је насеље у Италији у округу Виченца, региону Венето.
Према процени из 2011. у насељу је живело 141 становника. Насеље се налази на надморској висини од 363 м.